# Теория снижения неопределённости
Теория снижения неопределённости (англ. Uncertainty reduction theory), — коммуникационная теория, описанная Чарльзом Бергером и Ричардом Калабресом в 1975 году, которая рассматривает начальные этапы межличностной коммуникации. Теория исходит из того, что при первоначальном общении люди испытывают неопределённость, которую стремятся снизить путем получения информации о собеседнике. Чем большее представления имеют друг о друге собеседники, тем лучше они прогнозируют поведение и действия друг друга.

## История
В основе теории снижения неопределённости лежит теория информации, разработанная Клодом Шенноном и Уорреном Уивером в 1948 году. Ученые полагали, что на первоначальном этапе общения неопределённость появляется из-за ожидания разных вариантов поведения собеседника и/или высокой вероятности использования каждого из возможных вариантов поведения. Согласно теории информации неопределённость снижается при уменьшении альтернатив и/или при повторе выбора одной и той же реакции из всех возможных в конкретной ситуации.
Теория снижения неопределённости была предложена 1975 году для объяснения моделей поведения незнакомцев при первом общении. Бергер и Калабрес заметили, что при общении с незнакомыми людьми, люди испытывают неуверенность, поскольку не знают, чего ожидать от собеседника. Однако при дальнейшем общении люди получают все большее количество информации, которая способствует быстрому снижению неуверенности.
Первоначально теория представляла собой ряд аксиом, которые описывали взаимосвязь между неопределённостью и ключевыми факторами развития отношений (вербальное общение, невербальный контакт, поиск информации, самораскрытие, взаимность, схожесть взглядов и симпатия). В дальнейшем из 7 основных аксиом были сформулированы 20 теорем методом дедукции.

## Основные положения теории
Теория снижения неуверенности выделяет семь основных положений о первоначальном этапе общения:
- Люди испытывают неуверенность при общении с незнакомыми/малознакомыми людьми
- Неуверенность вызывает состояние стресса
- На начальных стадиях общения люди стремятся снизить неуверенность, или понять, как будет действовать собеседник
- Межличностная коммуникация это процесс, который проходит через несколько этапов
- Количество и качество информации которую собеседники получают о друг друге со временем изменяется
- Поведение собеседника может быть предугадано на основе принятых в обществе норм

В ходе дальнейших исследований Бергер и Калабрес ввели ряд аксиом и теорем, взяв за основу связь главного концепта теории и 7 ключевых параметров развития отношений (вербальное общение, невербальный контакт, поиск информации, самораскрытие, симметричность коммуникации, схожесть взглядов и симпатия).
Полученные аксиомы гласят, что каждый из этих параметров приводит к снижению неопределённости.

### Аксиомы
1. По мере учащения вербального общения, неопределённость снижается.
2. По мере учащения невербального общения, неопределённость снижается.
3. По мере снижения неопределённости, поиск информации о собеседнике становится менее интенсивным.
4. По мере снижение неопределённости, собеседники начинают обмениваться более личной/ интимной информацией.
5. При высоком уровне неопределённости общение носит зеркальный характер, информация, которой обмениваются собеседники, симметрична.
6. Схожесть (взглядов, характеров) собеседников снижает уровень неопределённости.
7. Низкий уровень неопределённости увеличивает симпатию между людьми.

### Теоремы
Теоремы представляют собой связь 7 основных аксиом и представлены ниже в виде таблицы.
|                      | вербальное общение | невербальное общение | поиск информации | самораскрытие | симметричность обмена инф-цией | схожесть | симпатия |
| вербальное общение   |                    | +                    | -                | +             | +                              | +        | +        |
| невербальное общение | +                  |                      | -                | +             | +                              | +        | +        |
| поиск информации     | -                  | -                    |                  | -             | -                              | -        | -        |
| самораскрытие        | +                  | +                    | -                |               | +                              | +        | +        |
| симметр. обмена инф. | -                  | -                    | +                | -             |                                | -        | -        |
| схожесть             | +                  | +                    | -                | +             | -                              |          | +        |
| симпатия             | +                  | +                    | -                | +             | +                              | +        |          |
| -------------------- | ------------------ | -------------------- | ---------------- | ------------- | ------------------------------ | -------- | -------- |

## Типы неопределённости
Согласно Бергеру и Калабресу уровень неопределённости напрямую зависит от количества вариантов ожидаемых действий и реакций собеседника в ходе коммуникации. Выделяют два основных типа неопределённости:
- Когнитивная неопределённость возникает в том случае, когда человек не знает наверняка взглядов, верований и установок своего партнера. Такая неопределённость высока на начальном этапе знакомства[4]
- Поведенческая неопределённость вызвана неспособностью предсказать поведение партнера в конкретной ситуации. Такой тип неопределённости становится одной из причин принятия социальных норм. Если собеседники игнорируют эти устоявшиеся нормы поведения, появляется риск повышения неопределённости и, следовательно, дальнейшего успешного взаимодействия. Примером игнорирования социальных норм можно считать неуместное самораскрытие.

## Процесс снижения неопределённости
Снижение неопределённости может осуществляться двумя путями.
- Проактивное снижение неопределённости представляет собой стратегическую коммуникацию, продуманную заранее. Человек предполагает наиболее вероятное действие, которое предпримет его собеседник в ответ на то или иное действие. На начальном этапе знакомтва люди пытаются предугадать, что их собеседник хочет услышать, основываясь на предыдущие заявления, замечания и другую информацию.
- Ретроактивное снижение неопределённости представляет собой анализ общения после его завершения. Индивид стремится объяснить поведение собеседника, интерпретировать те или иные поведенческие выборы.

## Стратегии снижения неопределённости
- Пассивная — наблюдение за другими без вмешательства в процесс общения (сравнение, выявление реакций на какие-либо стимулы и т. д.);
- Активная — человек задает вопросы другим людям об объекте своего интереса, получая, таким образом, необходимую информацию для общения;
- Интерактивная — непосредственное взаимодействие с партнером по коммуникации, в ходе которого задаются вопросы, идут попытки самораскрытия и т. п. Безусловно, это самая оптимальная стратегия поведения[5].

## Критика
- Теория снижения неопределённости рассматривает лишь начальный этап межличностной коммуникации. Плапалп и Ханикатт полагают, что на любом этапе общения люди могут меняться, переставать понимать друг друга, совершать спонтанные действия, что приводит к повышению неопределённости. Их исследование ставит под сомнение утверждение о том, что с получением большего количества информации друг о друге и с укреплением отношений собеседники смогут успешно коммуницировать. Тем не менее, исследователи подтверждают, что неопределённость (в долгосрочной перспективе) негативно влияет на взаимоотношения[6].
- Теория снижения неопределённости вызвала много споров в сфере исследований коммуникации. Критики полагают, что снижение неопределённости не является основным мотивом межличностной коммуникации. Майкл Саннафрэнк(1986) заявлял, что действительной мотивацией к взаимодействию людей является желание установить позитивные отношения. При общении люди стремятся предугадать действия собеседника с целью налаживания отношений, а не ради избавления от неопределённости. Другое исследование, проведенное Келлерманом и Рейнольдсом(1990), утверждает, что существуют отношения, в которых ни одна из сторон не заинтересована в снижении высокого уровня неопределённости[7].
- Основываясь на теорию снижения неопределённости, Майкл Крамер предложил собственную модель мотивации к снижению неопределённости (МСН), попутно раскритиковав некоторые из принципов теории. МСН предполагает, что разные уровни мотивации к снижению неопределённости приводят к различному поведению в зависимости от цели общения. Существует по крайней мере 4 причины низкой мотивации к поиску информации о собеседнике[8]:

1. Человек не испытывает неопределённость при каждом знакомстве/общении. Предсказуемые повседневные ситуации не вызывают значительной неопределённости у собеседников.
2. Изначально люди имеют разное отношение к неопределённости. Чем более человек терпим к неопределённости, тем ниже стремление к её снижению.
3. Желание человека снизить издержки от поиска информации может оказываться приоритетнее снижения неопределённости.
4. Неопределённость может быть преодолена с помощью минимального количества информации без предшествующего общения. Так например, стереотипы поведения позволяют избегать неопределённости в различных ситуациях[8].

- Профессор Уилльям Гадиканст представил Теорию управления неопределённостью, применив некоторые из постулатов теории Бергера в контексте межкультурной коммуникации. Несмотря на схожесть теорем, Гадиканст пришел к выводу что люди по-разному ведут себя в случае появления неопределённости, не всегда стремясь уменьшить её. Кроме того, неопределённость не всегда вызывает стресс у собеседников. В каждой конкретной ситуации люди оценивают, является ли сложившееся состояние неопределённости стрессом. Если это так, то собеседники определяют, какими ресурсами для борьбы со стрессом они располагают[9]. Гадиканст также отмечает, что теория снижения неопределённости описывает поведение только белокожих американцев среднего класса. Таким образом, универсальность теории подвергается сомнению[10].

## Список литературы
- Berger, C. R., Calabrese, R. J. (1975). «Some Exploration in Initial Interaction and Beyond: Toward a Developmental Theory of Communication». Human Communication Research
- Berger, C. R. (1986). Uncertain Outcome Values in Predicted Relationships: Uncertainty Reduction Theory Then and Now Human Communication ResearchTurner, L.H. & West, R. (2010). «Introducing Communication Theory» (4th ed). NY: McGraw Hill.
- Turner, L.H. & West, R. (2010). «Introducing Communication Theory» (4th ed). NY: McGraw Hill. p. 147-165Goldsmith, D, J. (2001). A Normative Approach to the Study of Uncertainty and Communication. Journal of Communication, 514—533
- Miller, K. (2005). Communication theories: Perspective, processes and contexts (2nd ed). NY: McGraw Hill
- Kellermann, Kathey; Reynolds, Rodney (2006). «When Ignorance is Bliss the Role of Motivation to Reduce Uncertainty in Uncertainty Reduction Theory».
- Gudykunst, William B., and Tsukasa Nishida. «Individual and cultural influences on uncertainty reduction.»
- Planalp, S., & Honeycutt, J. (1985). «Events that increase uncertainty in personal relationships.» Human Communication Research, 11, 593—604.
- Knoblock, Leanne (2010). «New Directions in Interpersonal Communication Research.» New York: Sage
- Основные направления современного исследования теории коммуникации / А. Д. Балакаева // Культура народов Причерноморья. — 2011. — № 200. — С. 103—106.
- Грушевицкая Т. Г., Попков В. Д., Садохин А. П. Основы межкультурной коммуникации: Учебник для вузов /Под ред. А. П. Садохина. — М.: ЮНИТИ-ДАНА, 2003. — 352 с.